# Orkiestra Symfoniczna Filharmonii Pomorskiej

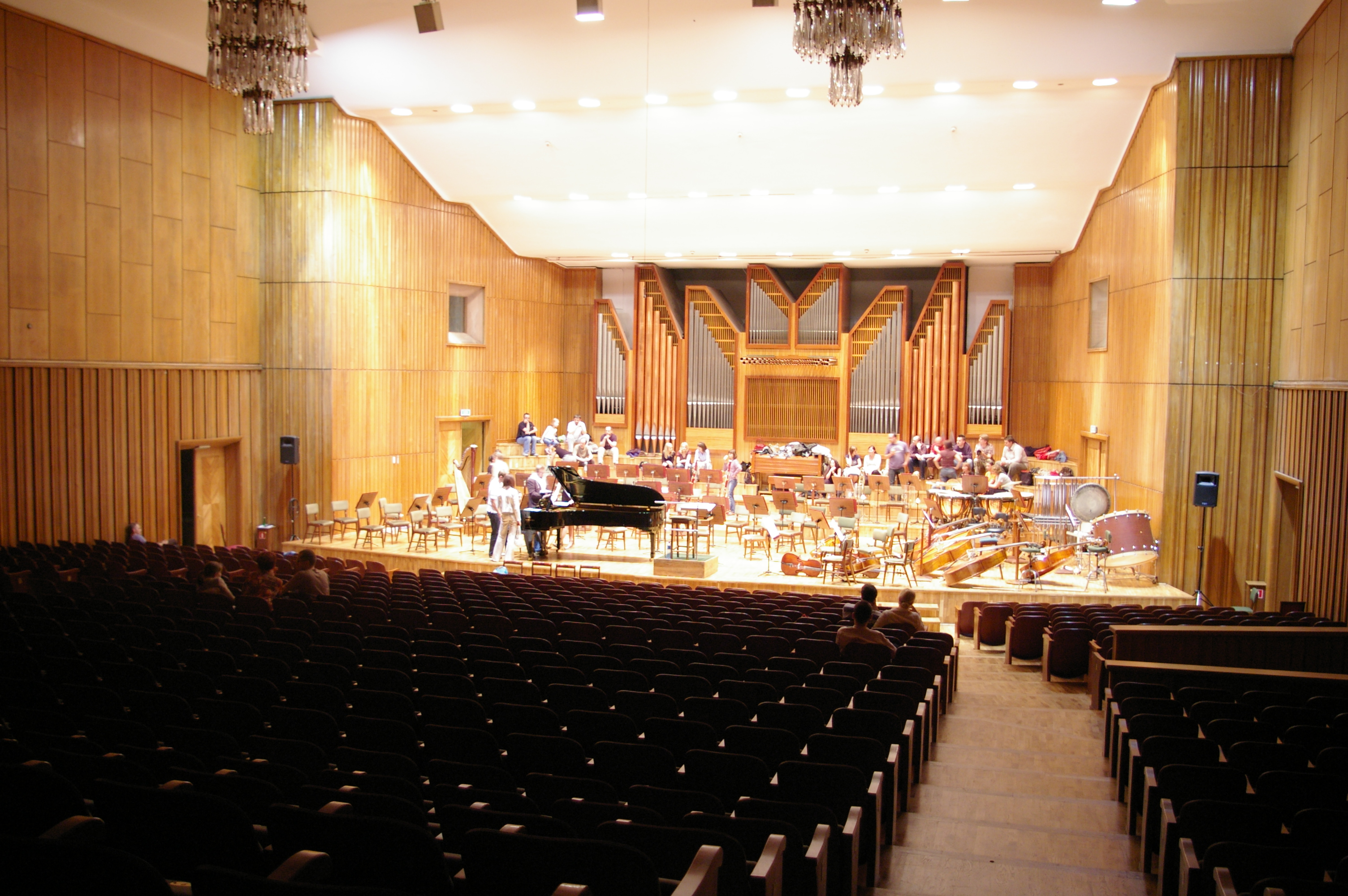
Sala koncertowa Filharmonii Pomorskiej w Bydgoszczy

Orkiestra Symfoniczna Filharmonii Pomorskiej – orkiestra symfoniczna działająca przy Filharmonii Pomorskiej w Bydgoszczy, założona w 1953, kontynuatorka Miejskiej Orkiestry Symfonicznej (1936–1939, 1945–1946) i Pomorskiej Orkiestry Symfonicznej (1946–1952) w Bydgoszczy.

## Charakterystyka
W 1958 Orkiestra otrzymała własną siedzibę, której sala koncertowa słynie z fenomenalnej akustyki. W 1958 też nadano imię Ignacego Jana Paderewskiego, którego brat przyrodni Józef Paderewski od 1926 do śmierci w 1958 mieszkał i pracował w Bydgoszczy.
Orkiestra osiągnęła wysoką pozycję, czego dowodem są koncerty z tej klasy dyrygentami, co: Ernest Ansermet, Roberto Benzi, Benjamin Britten, Aram Chaczaturian, Riccardo Chailly, Juozas Domarkas, Jerzy Katlewicz, Kazimierz Kord, Jan Krenz, Witold Lutosławski, Jerzy Maksymiuk, Krzysztof Penderecki, Kurt Redel, Witold Rowicki, Jerzy Semkow, Stanisław Skrowaczewski, Saulius Sondeckis, Leopold Stokowski, Tadeusz Strugała, Carlo Zecchi i inni. Z uznaniem spotkały się występy orkiestry m.in. we Włoszech, Danii, Francji, Niemczech, Hiszpanii, Szkocji, Szwajcarii, Rosji, Korei Południowej, na Cyprze. Orkiestra wielokrotnie gościła na krajowych i zagranicznych festiwalach muzycznych, m.in.: Wratislavia Cantans, Warszawska Jesień, Berliner Festwochen, International Summer Festival Ljubljana, Schweriner Musiktage, Frankfurter Festtage der Musik. Zaszczytem dla muzyków OSFP było zaproszenie do udziału w uroczystościach 1000-lecia Zjazdu Gnieźnieńskiego w archikatedrze prymasowskiej, w których uczestniczyli prezydenci krajów europejskich. OSFP inaugurowała i kończyła ogólnopolskie obchody Roku Ignacego Jana Paderewskiego. W 2002 z wielkim powodzeniem wystąpiła na Festiwalu Polskich Filharmonii, zorganizowanym przez warszawską Filharmonię Narodową w 100-lecie jej istnienia. W 2005 Orkiestra zagrała cykl koncertów w Korei Południowej oraz w słynnej sali Tivoli w Kopenhadze, występując wraz z New York City Balet. W 2007, z okazji 30-lecia współpracy OSFP i Chóru Berliner Cappella, zespoły wspólnie dały koncerty jubileuszowe w sali koncertowej w Bydgoszczy oraz Filharmonii Berlińskiej. W 2008 roku w Pałacu Sztuk w Budapeszcie orkiestra zagrała koncert z okazji Święta Konstytucji 3 Maja oraz w Międzyzdrojach inaugurowała I Międzynarodowy Festiwal Muzyczny Amber Baltic. W 2009 wystąpiła w Perth w ramach festiwalu Polish Spring – Scottish Tides. W 2010 w Budapeszcie inaugurowała Rok Chopinowski na Węgrzech. Koncert był transmitowany na żywo na wszystkich kontynentach przez DUNA TV oraz emitowany na antenie MR3 Bartók.
Orkiestra regularnie współpracuje z chórami Berliner Cappella oraz Singakademie z Frankfurtu nad Odrą. W 2011 wystąpiła na Festiwalu Musikfesttagean der Oder we Frankfurcie nad Odrą, w Berlinie (Konzerthaus) oraz z okazji Polskiej Prezydencji UE w Brukseli. W 2013 zaprezentowała się po raz pierwszy w słynnej Złotej Sali Musikverein w Wiedniu. W 2014 w Filharmonii Berlińskiej z chórami Berliner Cappella i Studio Chor oraz międzynarodowej sławy śpiewakami zagrała Stabat Mater Dvořáka. W 2015 z okazji 40-lecia współpracy Filharmonii Pomorskiej i chóru Berliner Cappella Orkiestra wzięła udział w koncercie w Filharmonii Berlińskiej pod dyrekcją Kerstin Behnke (Szymanowski – Stabat Mater, Brahms – Ein deutsches Requiem).
W ramach obchodów 100 Lat Niepodległości Polski 29 czerwca 2018 roku odbył się koncert pn. Requiem Mozarta Ignacemu Janowi Paderewskiemu w 77. rocznicę śmierci z udziałem Orkiestry Symfonicznej Filharmonii Pomorskiej, czołowych polskich solistów śpiewaków i poznańskiego Chóru Akademii Muzycznej im. I.J. Paderewskiego pod dyrekcją Kaia Bumanna w bazylice archikatedralnej pw. Męczeństwa św. Jana Chrzciciela w Warszawie, miejscu spoczynku wspólnego patrona Filharmonii i poznańskiej Uczelni.
W 2019 Orkiestra Symfoniczna FP, chóry Akademii Muzycznej w Bydgoszczy oraz soliści zaprezentowali światowe prawykonanie Requiem Krzysztofa Herdzina, dzieła napisanego na zamówienie Filharmonii Pomorskiej; na podium dyrygenckim stanął kompozytor. Z okazji 80. rocznicy wybuchu II wojny światowej bydgoscy symfonicy wykonali w Poczdamie, Bydgoszczy i Toruniu Missa pro pace Kilara wraz z zaprzyjaźnionym chórem Singakademie Frankfurt (Oder) i uznanymi polskimi solistami, pod dyrekcją Rudolfa Tierscha.
OSFP posiada w dorobku wiele płyt. Nagrała m.in. Symfonię h-moll „Polonia” Paderewskiego (Muza) pod dyrekcją Bohdana Wodiczki; Symfonię Isanga Yuna (Bild-Kunst, Bonn) pod batutą japońskiego dyrygenta Takao Ukigaya; Łańcuch II Witolda Lutosławskiego (Thorofon) pod dyrekcją Takao Ukigayi z udziałem Krzysztofa Jakowicza (skrzypce), krążek został wyróżniony nagrodą krytyki francuskiej Diapason d’Or; z dziełami Karola Szymanowskiego w 125. rocznicę urodzin i 70-lecie jego śmierci (DUX), pod dyrekcją Marka Pijarowskiego, z udziałem Chóru Opery Nova w Bydgoszczy, Anny M. Staśkiewicz (skrzypce), Bożeny Harasimowicz (sopran). W 2013 roku na 60-lecie Filharmonii Pomorskiej nagrała pod dyrekcją Jerzego Maksymiuka jubileuszową płytę z pełną wersją Symfonii h-moll Polonia Paderewskiego (DUX).
Z okazji 60. rocznicy gmachu Filharmonii, w Koncercie Jubileuszowym w dniu 16 listopada 2018 OSFP pod batutą Antoniego Wita wykonała program historyczny – był powtórzeniem koncertu inaugurującego nowo wybudowany gmach FP w 1958.

## Historia
Pierwsza orkiestra symfoniczna powstała w Bydgoszczy 28 kwietnia 1936 z inicjatywy grupy miłośników muzyki. Jednak dopiero kiedy dyrygentem został Alfons Rezler, profesor Miejskiego Konserwatorium Muzycznego, a dyrektorem Leonard Piątkiewicz, orkiestra przystąpiła do systematycznych prób. W marcu 1938 mecenat nad orkiestrą objęło Bydgoskie Towarzystwo Muzyczne. Orkiestra ta, złożona głównie z muzyków zawodowych organizowała w 1938 i 1939 systematyczne koncerty publiczne. Dalszy rozwój zespołu przerwała okupacja niemiecka. W kampanii wrześniowej zginął dyrygent Alfons Rezler.
W 1946 w związku z obchodami 600-lecia lokacji miasta Bydgoszczy reaktywowano Miejską Orkiestrę Symfoniczną, która w nawiązaniu do okresu przedwojennego nosiła nazwę Orkiestry Symfonicznej Towarzystwa Muzycznego w Bydgoszczy. Jej organizatorami byli: Arnold Rezler (brat Alfonsa Rezlera), Jerzy Jasieński, Felicja Krysiewicz i prezes Towarzystwa Witold Miller. Dała ona swój pierwszy koncert 12 maja 1946.
W latach 1946–1949 podstawy materialne i organizacyjno-prawne stwarzało orkiestrze Bydgoskie Towarzystwo Muzyczne przy niewielkim udziale władz miejskich i administracyjnych. Utworzony dzięki Towarzystwu w 1947 Społeczny Komitet Przyjaciół Pomorskiej Orkiestry Symfonicznej wspomagał bydgoskich symfoników do czasu upaństwowienia orkiestry. W tym okresie orkiestra przyjęła nazwę Pomorskiej Orkiestry Symfonicznej Towarzystwa Muzycznego w Bydgoszczy. Jej dyrektorem artystycznym został Arnold Rezler, a dyrektorem administracyjnym Jerzy Jasieński.
Pierwszy inauguracyjny koncert Pomorskiej Orkiestry Symfonicznej odbył się 26 października 1946 w sali Pomorskiego Domu Sztuki. Publiczne koncerty odbywały się cztery razy w miesiącu, a poza tym w zakładach pracy, szkołach i świetlicach Bydgoszczy oraz miast powiatowych województwa bydgoskiego. Prowadzono również poranki symfoniczne, a przed koncertami wygłaszano prelekcje. Z każdym rokiem zwiększała się liczba koncertów, a repertuar stawał się coraz ambitniejszy. W 1948 Pomorska Orkiestra Symfoniczna zorganizowała 42 koncerty łącznie z porankami symfonicznymi i akademiami. Aby zabezpieczyć wysoki poziom koncertów, utworzono przy zarządzie Radę Artystyczną w składzie: Konrad Pałubicki, Florian Dąbrowski, Mieczysław Tomaszewski oraz Arnold Rezler. Z jej inicjatywy wystąpiło w tym czasie w Bydgoszczy szereg wybitnych dyrygentów i solistów krajowych i zagranicznych (Stanisław Szpinalski, Zbigniew Drzewiecki, Regina Smendzianka, Kazimierz Wiłkomirski, Wanda Wiłkomirska i inni). Orkiestrą dyrygowali m.in. Witold Rowicki i Bohdan Wodiczko.
Począwszy od 1949 nastąpił kolejny etap działalności orkiestry. Dyrektor Jerzy Jasieński przeniósł się do Warszawy, a Arnold Rezler z częścią muzyków skupił się na działalności Orkiestry Symfonicznej Polskiego Radia w Bydgoszczy, występującej na falach Pomorskiej Rozgłośni Polskiego Radia. Po jego odejściu dyrektorem i kierownikiem artystycznym orkiestry liczącej 51 muzyków został Mieczysław Tomaszewski. W 1949 zorganizowano trzy cykle koncertów, związanych z muzyką Fryderyka Chopina (setna rocznica śmierci kompozytora) oraz prezentowano koncerty z cyklu „Muzyka dla wszystkich” w 26 miastach województwa bydgoskiego. W repertuarze orkiestry znajdowały się utwory kompozytorów polskich i obcych różnych epok (od baroku po współczesność). Konsekwencją osiągnięć artystycznych była inicjatywa organizowania w Bydgoszczy Festiwalu Muzyki Polskiej. Festiwal ten zainaugurowany w 1951, zapisał się trwałe w środowisku muzycznym nie tylko Bydgoszczy, lecz również całego kraju.
Podstawy materialne orkiestry zostały od 1949 zagwarantowane przez subwencje Ministra Ministerstwa Kultury i Sztuki przekazywane Towarzystwu Muzycznemu. Jednakże cały czas trwały starania o upaństwowienie orkiestry. W listopadzie 1950 r. entuzjasta muzyki, młody asystent UMK Andrzej Szwalbe zawiązał Komitet Przyjaciół Pomorskiej Orkiestry Symfonicznej, który wkrótce zrzeszał 2 tysiące członków.
1 września 1951 Andrzej Szwalbe objął stanowisko dyrektora Pomorskiej Orkiestry Symfonicznej. W wyniku m.in. jego starań 1 stycznia 1953 zarządzeniem Ministra Kultury zespoły muzyków bydgoskich zostały zrzeszone w Państwową Filharmonię Pomorską. Od tej chwili Andrzej Szwalbe rozpoczął starania o budowę gmachu filharmonii, zaś kierownictwo artystyczne przeszło w ręce innych osób. Funkcję dyrygenta sprawowali m.in. Edward Bury, Jerzy Procner, Olgierd Straszyński, Tadeusz Wilczak, Roman Mackiewicz, Zdzisław Wendyński, Robert Satanowski. Inauguracyjny koncert orkiestry symfonicznej Państwowej Filharmonii Pomorskiej odbył się 9 stycznia 1953 w sali Teatru Ziemi Pomorskiej w Bydgoszczy. W 1952 r. doszło do zawiązania trwałej współpracy między orkiestrą i chórem „Arion”. „Arion” wykonywał muzykę symfoniczno-oratoryjną, fragmenty oper i inne formy wokalno-instrumentalne.
We wrześniu 1955 orkiestra Państwowej Filharmonii Pomorskiej, licząca 65 muzyków, została zasilona muzykami z rozwiązanej Orkiestry Polskiego Radia w Bydgoszczy, dotąd kierowanej przez Arnolda Rezlera. W tym samym roku nazwa instytucji uległa zmianie na Filharmonia Pomorska im. Ignacego Paderewskiego. W wyniku starań dyrekcji filharmonii angażowano stopniowo utalentowanych absolwentów wyższych szkół muzycznych, dając im dobre warunki bytowe (mieszkania). W 1971 zespół liczył przeszło 100 osób. Wielu muzyków z orkiestry podjęło pracę w szkołach muzycznych Bydgoszczy i Torunia, przygotowując swoich następców przy pulpitach w różnych grupach instrumentów smyczkowych, dętych, perkusji itp.
15 listopada 1958 orkiestra zaprezentowała pierwszy koncert w nowo powstałym gmachu Filharmonii Pomorskiej. Poprowadził go Zbigniew Chwedczuk, kierownik artystyczny w latach 1958–1968. Kolejnymi dyrygentami Orkiestry Filharmonii byli: Witold Krzemieński (1968–1974), Antoni Wit (1974–1977), Renard Czajkowski, Tomasz Bugaj, Mieczysław Nowakowski, Jerzy Salwarowski, Michael Zilm, Roman Kofman, Marek Pijarowski, Tadeusz Wojciechowski. Od 2015 funkcję szefa artystycznego FP pełnił Kai Bumann.